# گود هوپ (کالیفرنیا)
گود هوپ (به انگلیسی: Good Hope) یک منطقهٔ مسکونی در ایالات متحده آمریکا است که در شهرستان ریورساید، کالیفرنیا واقع شده‌است. گود هوپ ۲۹٫۰۹۲ کیلومتر مربع مساحت و ۹٬۱۹۲ نفر جمعیت دارد و ۴۹۵٫۰ متر بالاتر از سطح دریا واقع شده‌است.